# 三菱UFJ銀行大阪ビル
三菱UFJ銀行大阪ビル（みつびしユーエフジェイぎんこうおおさかビル）は、大阪府大阪市中央区伏見町（御堂筋沿い）にある超高層ビル。三菱UFJフィナンシャル・グループの西日本における拠点ビルである。

## 概要
三菱UFJ銀行による同行大阪ビル（旧三和銀行本店。1955年竣工）本館及び別館の建て替えであり、2018年（平成30年）に竣工した。
都市再生緊急整備地域内に位置しており、大阪都市計画都市再生特別地区（伏見町三丁目地区）の都市計画決定を受け、高さ制限と容積率の緩和を受けている。御堂筋本町北地区地区計画において高さ制限緩和適用の第1号である。民間都市再生事業として2015年（平成27年）7月29日に認定された。認定時の事業名称は「（仮称）伏見町三丁目計画」であった。
ビルは、本館と別館に街区が分かれており、中層階にて道路上の渡り廊下で接続するほか、地下連絡通路でも繋がっている。通常は1階にある営業室を2、3階に上げ、1階にはギャラリー・カフェなどのにぎわい機能を誘致し、休日や夜間を含めて、一般の人が自由に出入りでき、集うことのできる空間が創出された。ギャラリーには銀行所有の絵画や貨幣などの歴史資料を展示するとともに、地域イベントにも活用する計画となっている。また大阪市高速電気軌道(Osaka Metro)御堂筋線淀屋橋駅11番出口直結という立地を活用し、多数の乗客が利用する淀屋橋駅のバリアフリー化と、駅構内連絡通路などの地下ネットワークの整備も行われた。

### 外装
銀行の建物として、安心感や気品を持たせるため、銀行建築の伝統や旧建物のイメージを継承した列柱を採用することで重厚さ風格を感じさせるデザインとした。同時に、これからの銀行は、地域に根ざし、開かれたものであることが求められる。それを表現するため、柱型や庇に曲線を用いることで優しさや親しみやすさを感じられる外観とした。
列柱を強調するために、外周柱はアウトコラムとした。構造体と一体になった外装により、銀行建築として風格と上質感をもたらすとともに、室内側への出っ張りを小さくすることが可能となり、使いやすい執務空間が実現している。

## 入居者
新ビルの建築により、近隣地区に分散している信託・証券など三菱UFJフィナンシャル・グループの営業部門や本部機能を集約することで、業務の効率化を図り、併せて、東京地区に集中している金融業務機能の一部をこのビルに集約している。これにより、東京地区が地震などにより被災した場合でも重要な業務が継続できるように、社会インフラとしての銀行業務の強化が図られた。
本館
- 三菱UFJ銀行 大阪営業部・大阪中央支店・梅田新道支店・大阪公務部[13]
- 三菱UFJモルガン・スタンレー証券 大阪支店[14]
- 丸の内よろず 大阪営業部[15]

別館
- 東銀リース 大阪支店[16]
- 三菱HCキャピタル 大阪支社[17]
- 三菱UFJ住宅ローン保証 大阪支社[18]

## 受賞等
- 大阪都市景観建築賞（大阪まちなみ賞）第39回奨励賞（2019年）[19]

- 生きた建築ミュージアムフェスティバル大阪（イケフェス大阪）に参加している[20]。

## 交通アクセス
- 大阪市高速電気軌道(Osaka Metro)御堂筋線：淀屋橋駅直結